# Edgrewita
L'edgrewita és un mineral de la classe dels silicats. Rep el nom en honor del mineralogista Edward Sturgis Grew, de la Universitat de Maine.

## Característiques
L'edgrewita és un silicat de fórmula química Ca9(SiO₄)₄F₂. Va ser aprovada com a espècie vàlida per l'Associació Mineralògica Internacional l'any 2011. Cristal·litza en el sistema monoclínic. La seva duresa a l'escala de Mohs es troba entre 5,5 i 6,5. És una espècie isostructural amb un munt d'altres minerals: al·leghanyita, chegemita, condrodita, hidroxilcondrodita, hidroxilclinohumita, jerrygibbsita, kumtyubeïta, leucofenicita, manganhumita, norbergita, reinhardbraunsita, ribbeïta i sonolita.
L'exemplar que va servir per a determinar l'espècie, el que es coneix com a material tipus, es troba conservat a les col·leccions del Museu d'Història Natural de Berna, Suïssa, amb el número de catàleg 41086.

## Formació i jaciments
Va ser descoberta al xenòlit número 1 del mont Lakargi, a la vall de Baksan, dins la regió de Kabardino-Balkària, Rússia. Es tracta de l'únic indret on ha estat descrita aquesta espècie mineral.